# Judy Martz
Pour les articles homonymes, voir Martz.
Judy Helen Martz, née Morstein le 28 juillet 1943 à Big Timber (Montana) et morte le 30 octobre 2017 à Butte (Montana), est une femme politique américaine.
Elle est notamment gouverneure républicaine de l'État américain du Montana du 2 janvier 2001 au 3 janvier 2005.  

## Biographie
JUdy Martz fait partie de l’équipe féminine américaine de patinage de vitesse aux Jeux olympiques d'hiver de 1964 (1500 mètres). Elle est l’une des deux premières femmes du Montana à participer aux Jeux olympiques.
Elle est élue lieutenant-gouverneur de 1996 à 2000, sous le mandat du républicain Marc Racicot.
Judy Martz est élue gouverneure du Montana en novembre 2000, avec 51 % des voix, contre 48 % à son concurrent démocrate Mark O'Keefe (en). Elle est la première femme à être gouverneur du Montana.
Judy Martz doit faire face pendant son mandat à un scandale judiciaire touchant l'un de ses plus proches conseillers, accusé d'homicide par imprudence lors de la mort accidentelle de Paul Sliter (en), le leader de la majorité à l'assemblée du Montana. 
D'autres scandales éclaboussent son mandat, comme l'utilisation du téléphone attaché à sa fonction officielle pour lever des fonds pour le Parti républicain.
En 2003, sa popularité tombe à 20 %, à son point le plus bas. Elle annonce qu’elle ne se représenterait pas au poste de gouverneur en 2004.